# بییانوئبا د کاراسو

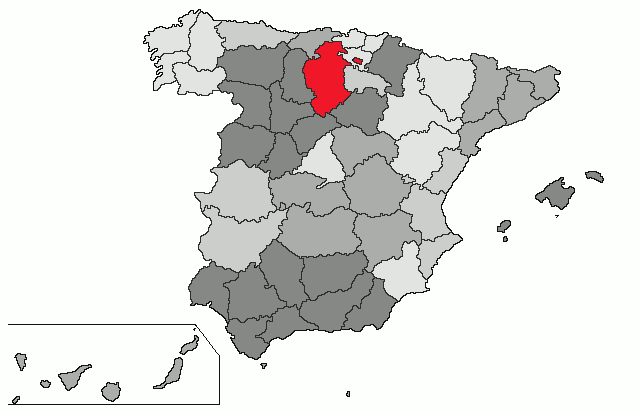
درنقشه ی بالا که برای کشور اسپانیا و استان های آن است، محدوده و مکان استان بورگس که شهرستان بییانوئبا د کاراسو در آن واقع شده است با رنگ قرمز مشخص شده است.

بییانوئبا د کاراسو (به اسپانیایی: Villanueva de Carazo) یک شهرستان در اسپانیا است که در استان بورگس واقع شده‌است.

## خصوصیات
بییانوئبا د کاراسو ۷ کیلومترمربع مساحت و ۲۵ نفر جمعیت دارد.